# 店頭有価証券
店頭有価証券（てんとうゆうかしょうけん、英: Over-the-counter securities）とは、取引所に上場していない有価証券。非上場有価証券、未公開有価証券ともいう。
有価証券は、上場有価証券と店頭有価証券に分かれる。上場有価証券は、取引所に上場している有価証券であり、店頭有価証券はそれ以外の有価証券すべてを指す。

## 概要
店頭有価証券は、通称「青空銘柄」と呼ばれており、日本証券業協会規則により証券会社は投資勧誘は行うことはできないが、顧客（投資家）からの注文受注のみ可能である。
「店頭取扱有価証券」の場合は、条件によっては証券会社による投資勧誘も可能である。「店頭取扱有価証券」とは、店頭有価証券のうち一定の要件を満たしたもので、証券会社による投資勧誘が可能なものを指す。店頭取扱有価証券は、グリーンシート銘柄（2018年3月31日廃止）またはフェニックス銘柄（2016年6月30日以降は存在しない）に指定されるか、有価証券に譲渡制限が付されている場合、証券会社は顧客に対し投資勧誘することができる。

### 店頭有価証券の例
- 富証券では、注文受注可能な富山県の非上場でグリーンシート以外の店頭取扱有価証券銘柄一覧を、通称「地場株」と呼び販売していたが、知名度は低かった。2012年5月に富証券を吸収合併した島大証券は「株主コミュニティ[1]」という形で地場株取引を継続し、株主コミュニティ参加者以外からの取引は可能なものの、投資の勧誘はコミュニティ参加者内に限られている。
- JC証券で注文受注可能であった銘柄（JC証券#注文受注可能銘柄を参照）。JC証券は2021年9月に破産手続開始したため、現在は取り扱いはない。

### 未公開株詐欺
未公開株取引を利用した詐欺が存在し、金融庁が注意喚起している。

## 店頭デリバティブ
取引所を介さない相対取引のデリバティブ取引。特に金融機関同士の相対取引のデリバティブ取引は、非上場株式とは異なり、かなり活発に取引が行われている。